# Chatter
Chatterna tillhörde den istvaeonska folkgruppen av västgermanerna enligt Tacitus.
Chatterna var den största stammen av dessa, och de hade sina boplatser mellan Lippe, nedre Weser och Main, men de kontrollerade ett mycket större område och ett flertal stammar. Härföraren Drusus, som var Augustus styvson, besegrade år 9 f.Kr. chatternas här, som lagt sig i bakhåll för honom. Efter nederlaget i Teutoburgerskogen år 9 e.Kr. återkom romarna under sin härförare Germanicus år 15 e.Kr. Han angrep chatternas land och stack huvudorten Mattium i brand. 
Tacitus berättar om denna folkstam bland annat: "Denna folkstam utmärkes av mera härdade kroppar, hotfull uppsyn och större självvakenhet. För att vara germaner besitter de mycket klokhet och beräkning. Därom vittnar bland annat uppskattningen av härförarens betydelse såsom större än krigshärens, som annars är förbehållet romersk krigstukt." En sed hos chatterna som skilde dem från andra folk var att de, efter uppnådd manbarhetsålder, lät hår och skägg växa obehindrat fram till dess att man dräpt en fiende. Tacitus framhärdade även att chatternas styrka låg i fotfolket och att de i en större utsträckning än andra germanska stammar hängav sig åt att föra planerade krig istället för att dra ut på plundringståg och inlåta sig i onödiga strider.